# テムシロリムス
テムシロリムス(temsirolimus)は腎細胞癌（RCC）の治療のための静脈内投与薬であり、ワイスファーマシューティカルズによって開発された。(現ファイザー社)トーリセルのブランド名で販売されている。2007年5月に米国食品医薬品局（FDA）によって承認された 。2007年11月に欧州医薬品庁（EMA）によって承認された。テムシロリムスは、シロリムスの誘導体およびプロドラッグである。

## 効能または効果
- 根治切除不能又は転移性の腎細胞癌

## 作用機序
テムシロリムスはmTOR特異的阻害剤であり、腫瘍細胞の増殖、成長、生存を調節するタンパク質の合成を妨害する。テムシロリムスはそれ自体で活性を示すが、in vivoでシロリムス（ラパマイシン）に変換されることも知られている。 したがって、その活性はプロドラッグ自体ではなく、その代謝物に起因する可能性がある。 テムシロリムスによる治療は、 G1期の細胞周期停止を停止させ、血管内皮細胞増殖因子(VEGF)合成を低下させることによって主要の血管新生を阻害する。 
mTOR（哺乳類のラパマイシン標的）は、細胞内のキナーゼ酵素であり、腫瘍細胞が受け取る多数の多様な成長および生存シグナルを伝達する。  mTORのキナーゼ活性が活性化されると、その下流のエフェクター、サイクリンDや低酸素誘導因子-1a（ HIF-1a ）などの細胞周期タンパク質の合成が増加する。次にHIF-1aはVEGFを刺激する。  mTORキナーゼが活性化されていると、腫瘍細胞が増殖、成長、生存、血管新生に必要な重要なタンパク質を産生する。 
mTORは、成長因子表面受容体型チロシンキナーゼ、癌遺伝子、腫瘍抑制遺伝子の喪失など、さまざまなメカニズムによって腫瘍細胞で活性化されている。これらの活性化因子は、悪性の形質転換および進行に重要であることが知られている。  mTORは、HIF-1aレベルの調節に機能するため、腎がん（RCC）の生存に重要である。フォンヒッペルリンダウ腫瘍抑制遺伝子の変異または喪失はRCCで一般的であり、HIF-1aの分解の低下によって出現する。 RCC腫瘍では、活性化されたmTORは、この転写因子とその血管新生標的遺伝子産物の合成を増加させることにより、HIF-1aの蓄積をさらに悪化させる。 

## 有効性
未治療の予後不良患者626人を対象とした国際的な3群間第III相試験では、テムシロリムス、インターフェロン-α、および両方の薬剤の組み合わせが比較された。全生存期間の中央値は、テムシロリムス群（10.9か月）で、インターフェロン-α群（7.3か月）および併用群（8.4か月）と比較して有意に改善した。より良好な予後を示す患者の第一選択治療におけるテムシロリムスの役割、他の標的薬剤との併用方法、およびスニチニブまたはソラフェニブによる連続治療としてのテムシロリムスの役割を決定するには、さらなる研究が必要とされる。 

## 副作用
毒性プロファイルは、第III相試験での知見に基づいている。 
- 副作用
  - 倦怠感
  - 皮膚の発疹
  - 粘膜炎
- 血液学的異常
  - ヘモグロビンが減少
  - リンパ球が減少
- 血液検査上での異常
  - トリグリセリドが増加
  - ブドウ糖が増加
  - リンが減少

テムシロリムスは進行したRCCの患者での忍容性が良好である。 RCCの患者では、テムシロリムスの副作用プロファイルは主に代謝性であり、経口マルチキナーゼ阻害剤で一般的に見られる副作用と比較して、生活の質(QoL)への影響は最小限である。テムシロリムスのmTORに対する高レベルの特異性は、テムシロリムスの忍容性に寄与する可能性があります。ただし、テムシロリムスは癌患者の死亡率を増加させます。 

## 肺毒性
テムシロリムスは肺毒性に関連しており、この合併症を発症するリスクは、治療前の肺機能に異常があるか、肺疾患の病歴がある患者の間で増加する可能性がある。 間質性肺疾患のリスクは、テムシロリムスの投与量が25mgを超えると増加する。その症状には、乾いた咳、発熱、好酸球増加症、胸痛、労作時呼吸困難などがある。毒性は通常、治療後早期（数日から数週間以内）または後期（数ヶ月から数年）に発生した。 

## 投薬
テムシロリムスの投与中に注入反応が発生する可能性があるが、テムシロリムスの投与と同じ日に発生するほとんどの過敏反応は重症ではなかった。アレルギー反応のリスクを最小限に抑えるために、抗ヒスタミン薬の前投与＝ジフェンヒドラミン（25～50mg, 投与の30分前）が推奨される。  